# Pfarrkirche St. Pankraz (Oberösterreich)

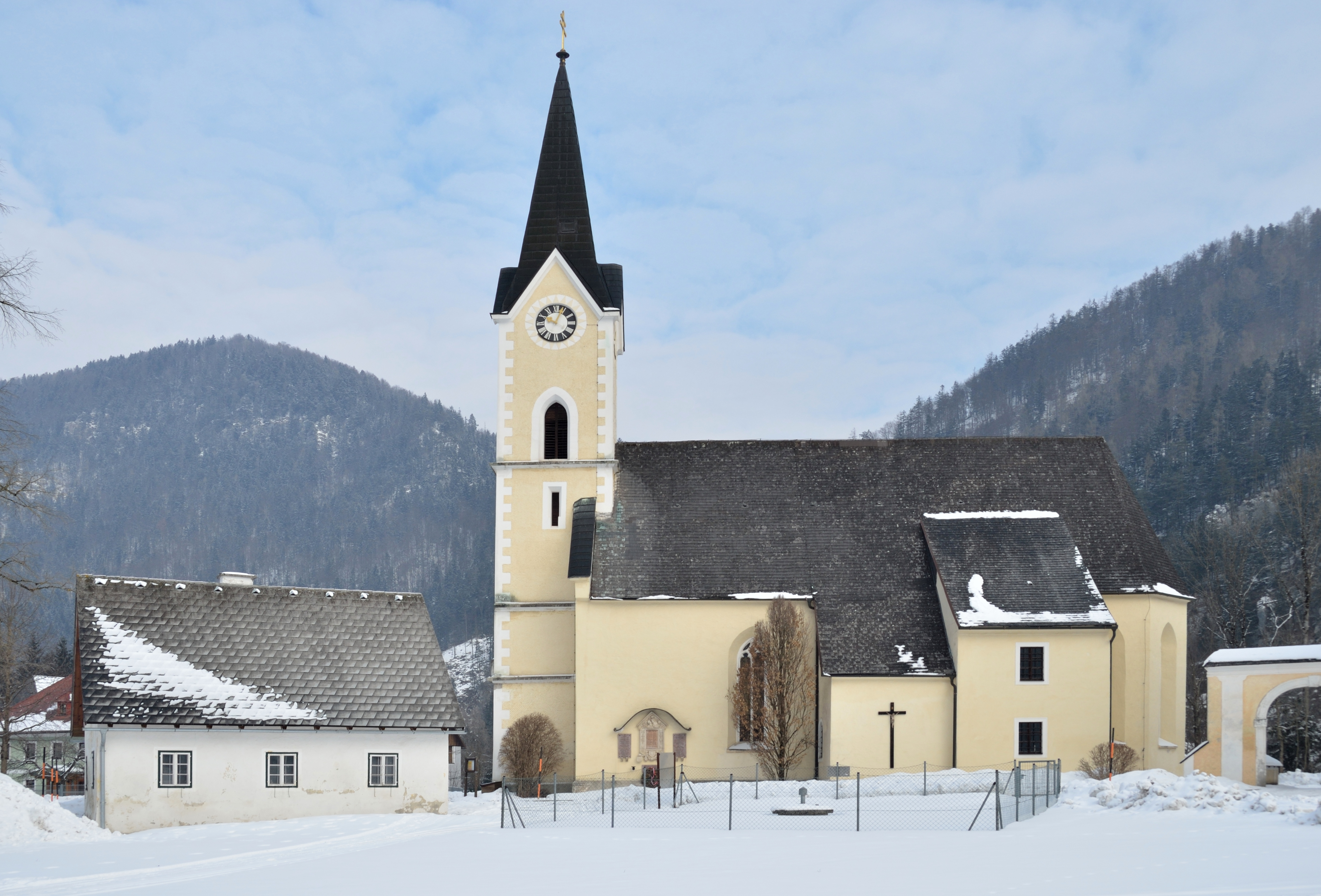
Katholische Pfarrkirche hl. Pankratius in St. Pankraz

Die römisch-katholische Pfarrkirche St. Pankraz steht in der Gemeinde St. Pankraz im Bezirk Kirchdorf in Oberösterreich. Sie ist dem heiligen Pankratius (Märtyrer und Eisheiliger) geweiht und gehört zum Dekanat Windischgarsten in der Diözese Linz. Das Bauwerk steht unter Denkmalschutz.

## Geschichte
Irgendwann während des 13. Jahrhunderts wurde in St. Pankraz eine Kapelle errichtet, vermutlich an der Stelle, an der heute die Kirche steht, die 1277 erstmals urkundlich erwähnt wurde. Der heutige Kirchenbau wurde 1462 geweiht und verdankt – wie etliche andere Gotteshäuser der Gegend – seine Existenz Friedrich von Aufseß. Der ehemalige Fürstbischof von Bamberg zog sich eines Tages als Chorherr nach Spital am Pyhrn zurück. Er war sehr vermögend, rief einige Stiftungen ins Leben und förderte damit den Bau einiger Kirchen.

## Kirchenbau

### Kirchenäußeres
Der Westturm aus dem Jahr 1873 hat einen Spitzhelm.

### Kircheninneres
Die Kirche ist ein spätgotischer Saalbau. Er ist einschiffig und hat sechs Schiffsjoche. Darüber ist ein Netzrippengewölbe. Richtung Altar endet die Kirche im 3/8-Schluss.  An beiden Seiten des Langhauses sind Kapellenanbauten die ebenfalls netzrippengewölbt sind.

### Ausstattung
Die Ausstattung der Kirche ist barock. Der Hochaltar entstand nach einem Entwurf von Franz Josef Holzinger. Die Statuen schuf wahrscheinlich der Bildhauer Franz Xaver Leithner aus Lambach. Das Altarbild wird Martino Altomonte oder einem ihm nahestehenden Künstler zugeschrieben. Die beiden Seitenaltäre aus den Jahren 1756 oder 1757 wurden von Franz Xaver Leithner geschaffen. Die beiden Altarbilder wurden 1763 von Bartolomeo Altomonte gemalt und 1957 restauriert. Auch die Kanzel ist von Franz Xaver Leithner aus den Jahren 1754 und 1755. Die Kreuzwegbilder sind dem Stil von Wolfgang Andreas Heindl nachempfunden. Die Rahmen schuf Franz Xaver Leithner.